# Шкавиловка
Шкавиловка (бел. Шкавiлаўка) — деревня в Пуховичском районе Минской области. Входит в состав Туринского сельсовета.

## Географическое положение
Находится примерно в 10 километрах севернее райцентра и в 14 километрах от железнодорожной станции Пуховичи на линии Минск—Осиповичи, в 56 км от Минска, в 2 км к северо-западу (по прямой) от автодороги Марьина Горка—Червень, на реке Свислочь.

## История
В XIX веке деревня входила в состав Игуменского уезда Минской губернии. На 1870 год относилась к Клинокской волости и насчитывала 53 жителя мужского пола. По состоянию на конец XIX века здесь было 27 дворов, проживали 176 человек. На 1908 год деревня насчитывала 28 дворов[уточнить] и 199 жителей На 1917 год в Шкавиловке был уже 31 двор, население вновь составило 176 человек. С февраля по декабрь 1918 года деревня была оккупирована немцами, с августа 1919 по июль 1920 — поляками. 20 августа 1924 года вошла в состав вновь образованного Туринского сельсовета Пуховичского района (с 20 февраля 1938 — Минской области). На 1940 год в Шкавиловке было 48 домов, жили 245 человек. В период Великой Отечественной войны деревня была оккупирована немецко-фашистскими захватчиками в конце июня 1941 года. В августе 1943 года немцы полностью сожгли деревню, 11 её жителей были убиты. Вскоре после освобождения местности в начале июля 1944 года деревня была восстановлена. В 1960 году Шкавиловка упоминается как посёлок, где проживали 240 человек. На 2002 год деревня входила в состав Туринского сельсовета и относилась к колхозу «Знамя коммунизма» (бел. Сцяг камунізму), здесь было 38 домов, 58 жителей. На 2012 год в Шкавиловке насчитывалось 23 круглогодично жилых дома, 38 постоянных жителей

## Население
- 1870 — 53 мужчины
- 1897 — 27 дворов, 176 жителей
- 1908 — 28 дворов, 199 жителей
- 1917 — 31 двор, 176 жителей
- 1926 —
- 1940 — 48 дворов, 245 жителей
- 1960 — 240 жителей
- 2002 — 38 дворов, 58 жителей
- 2012 — 23 двора, 38 жителей
- 2019 —